# Yamaguchi-Linie

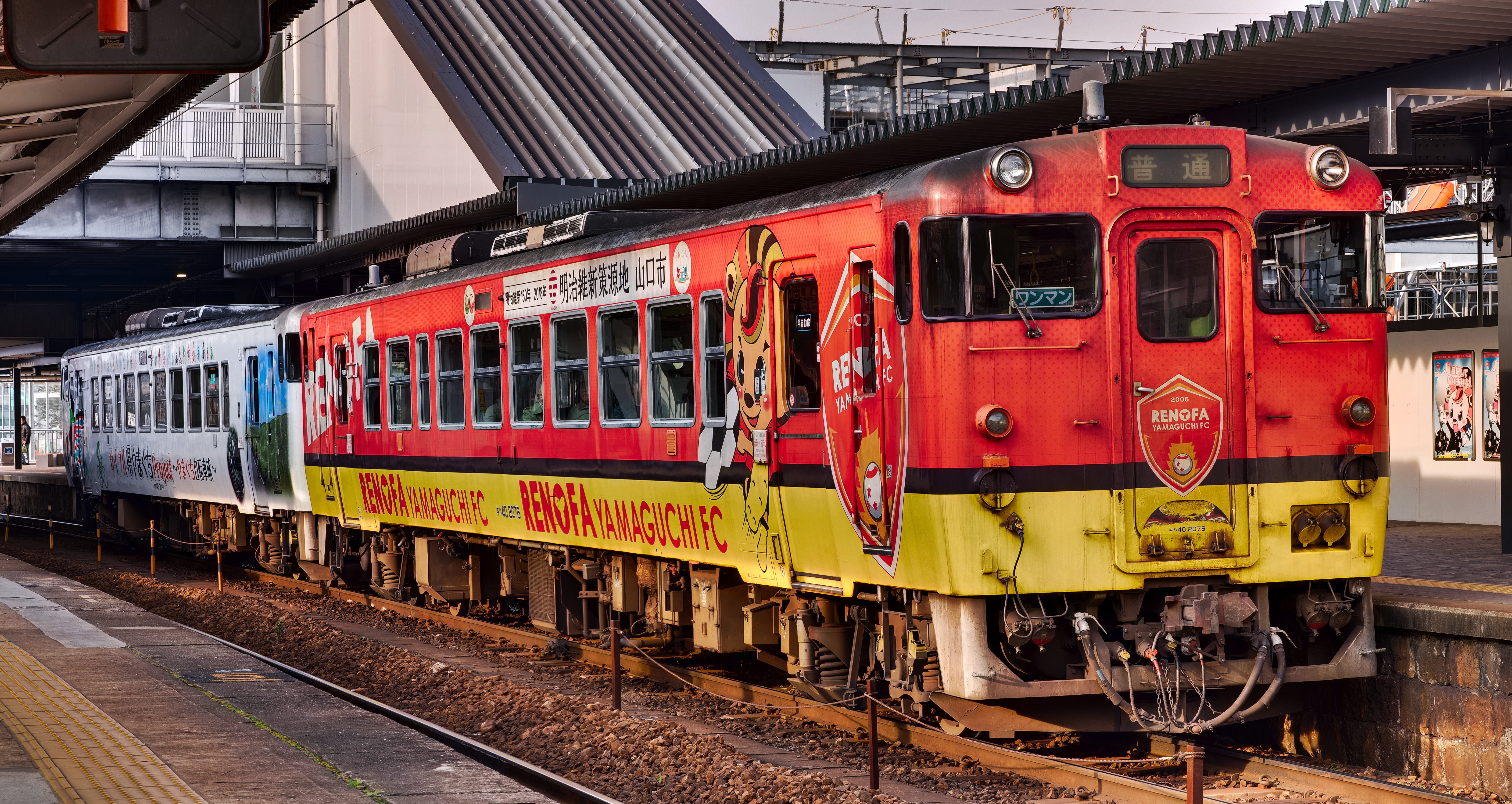
Zwei diesel-elektrische Triebwagen der Reihe Kiha 40 im Bahnhof Shin-Yamaguchi (2017).

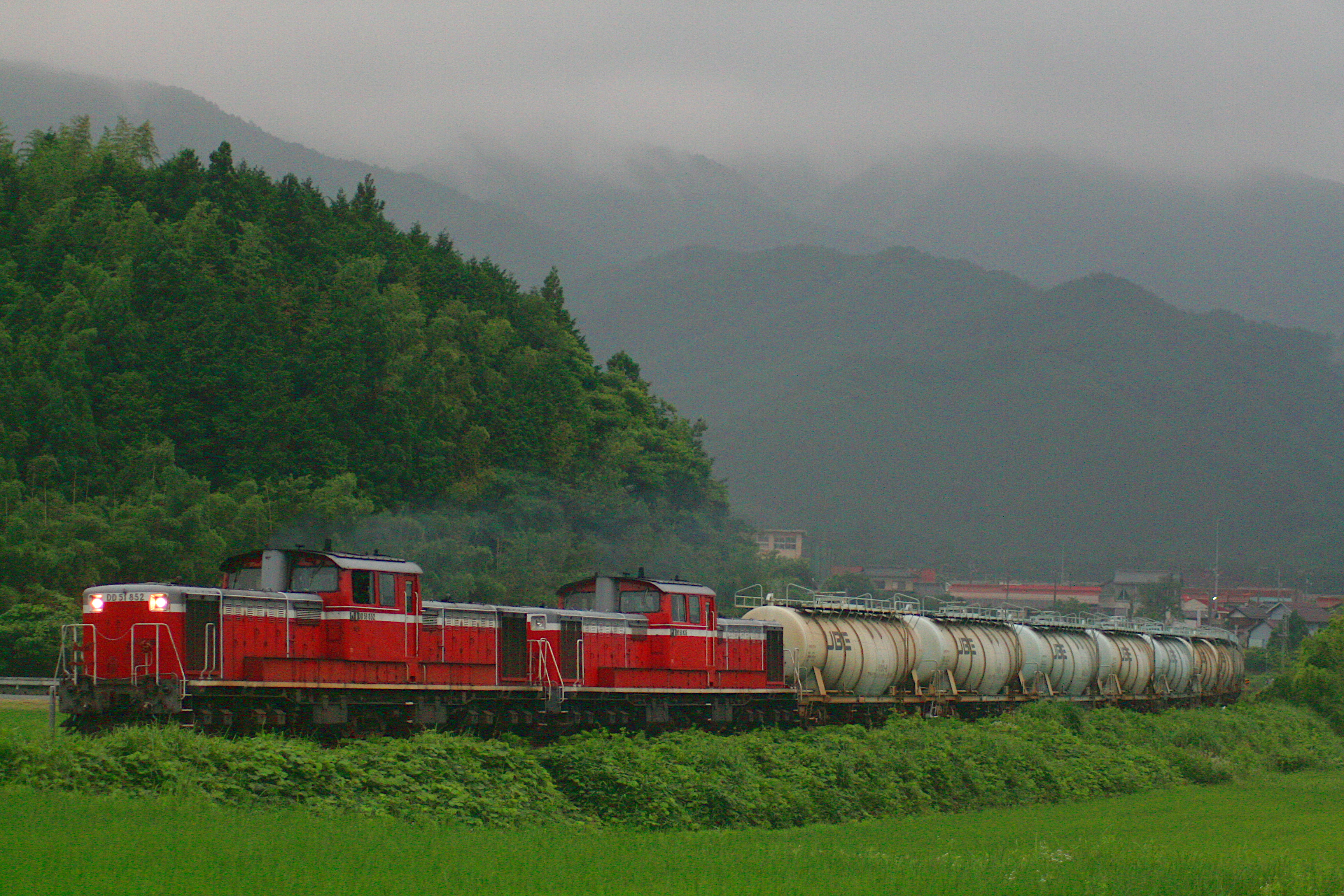
Güterzug auf der Yamaguchi-Linie, bespannt mit Dieselloks der Reihe DD51 (2010).

Die Yamaguchi-Linie (山口線 Yamaguchi-sen) ist eine von JR West betriebene eingleisige Bahnstrecke in Kapspur, die ihren Namen von der hauptsächlich durchfahrenen Präfektur im äußersten Westen der japanischen Insel Honshū hat.

## Strecke

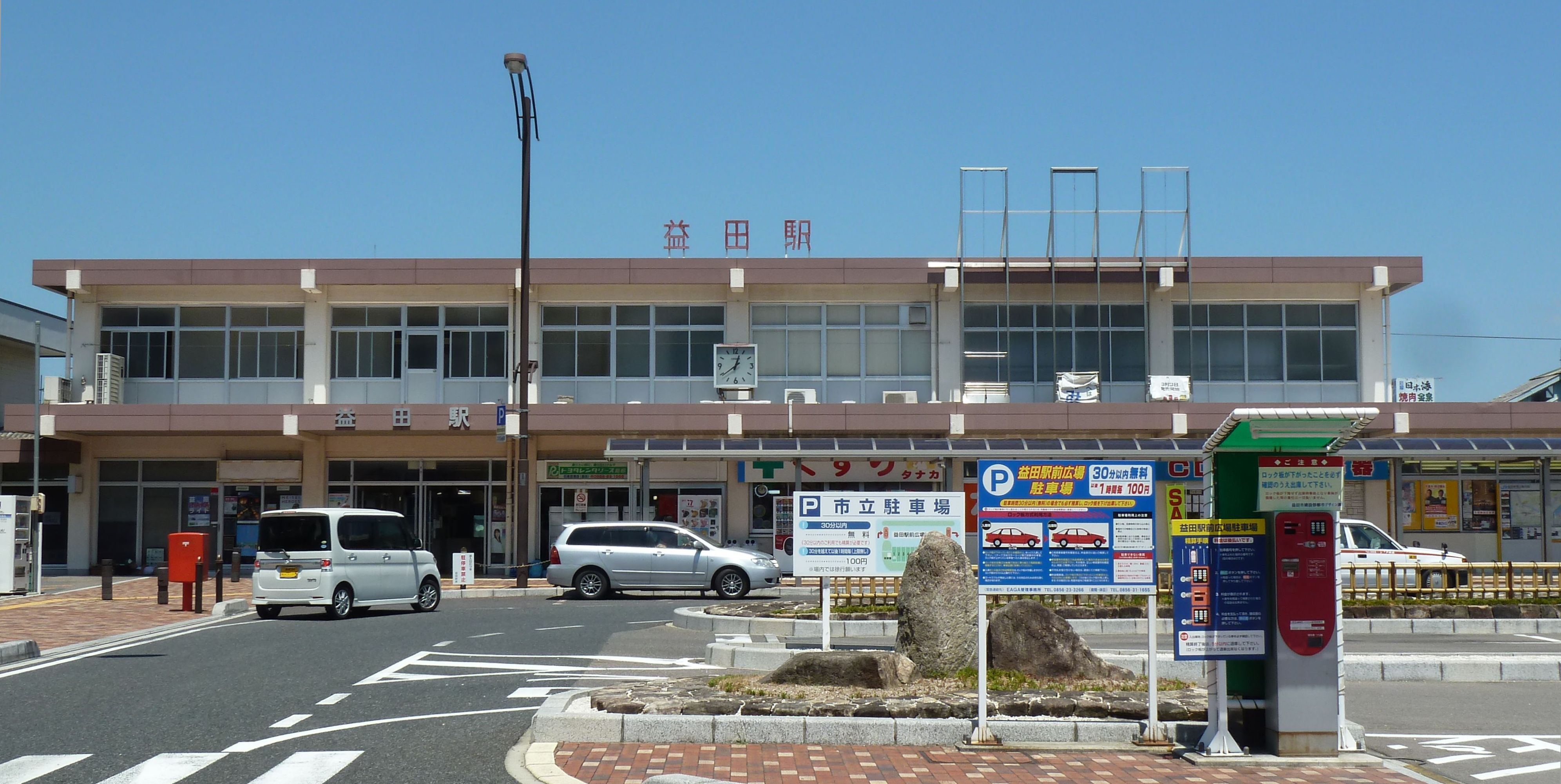
Bahnhof Masuda, nördlicher Endpunkt der Yamaguchi-Linie (2012) in der Präfektur Shimane.

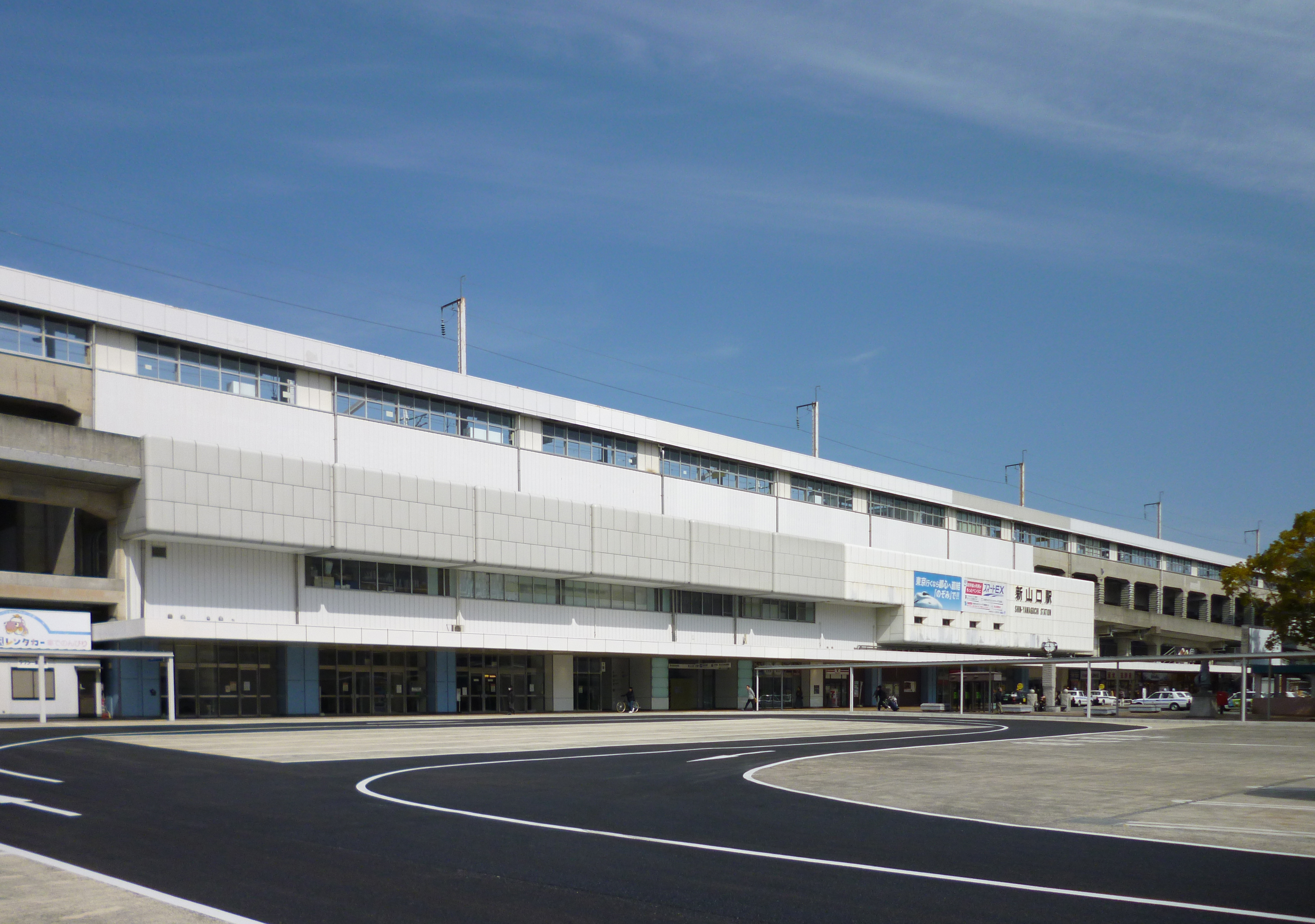
Der Bahnhof Shin-Yamaguchi, hier der Südausgang, wurde 2009–16 in Etappen komplett neu gebaut.

Die Strecke führt von der Südküste in Shin-Yamaguchi und Yamaguchi über Tsuwano (津和野駅) an die Nordküste bis Masuda (益田駅). Es gibt 2020 insgesamt 28 Haltepunkte. Von Nord nach Süd sind die größeren Bahnhöfe Masuda ↔ Nichihara ↔ Tsuwano ↔ Tokusa ↔ Mitani ↔ Yamaguchi ↔ Yudaonsen ↔ Shin-Yamaguchi.
Der Bahnhof Ogōri (小郡駅) heißt seit der Gemeindereform 2003 Shin-Yamaguchi. Er war ursprünglich von einer Privatfirma gebaut worden und wurde 1906 in die JNR verstaatlicht. Hier ist auch seit 1928 das Betriebswerk (下関総合車両所) für die drei zusammentreffenden Linien. Die Yamaguchi-Linie baute man von Süd nach Nord. Das erste Teilstück, knapp dreizehn Kilometer bis Yamaguchi, eröffnete 1913. Tsuwano erreichte man 1918, komplett fertiggestellt wurden die 93,9 Kilometer 1923.
Eine Elektrifizierung fand nicht statt. Seit der Teilprivatisierung der JNR 1987 ist JR West die Betreibergesellschaft.
Die Strecke wurde durch schwere Regenfälle am 28. Juli 2013 beschädigt. Die Reparaturen auf dem Teilstück Tsuwano ↔ Masuda dauerten bis November. Die Strecke bis Jifuku blieb bis August 2014 außer Betrieb.
Seit 2001 werden auch Schnellzüge vom Typ Super Oki eingesetzt, die bis Tottori (鳥取駅) durchfahren. Das Gleisbett ist auf eine Höchstgeschwindigkeit von 120 km/h ausgelegt.
Der Betrieb ist nicht getaktet, zwischen 6 und 20 Uhr fährt im Abschnitt Masuda ↔ Tsuwano etwa alle 90 Minuten ein Zug. Die Fahrgastzahlen haben sich 1999-2017 etwa halbiert. Zwischen Shin-Yamaguchi und Yamaguchi pendeln Züge von 5.30 bis 23.00 etwa alle halbe Stunde.
Die Bahn ist nicht zu verwechseln mit der Seibu Yamaguchi Line, die einen Vergnügungspark in Tokorozawa bedient.

### Fuhrpark
Der reguläre Betrieb mit Dampfloks wurde zum 30. September 1973 eingestellt.
Für den normalen Passagierbetrieb werden Fahrzeuge der Reihen Kiha 40 (キハ 40) und Kiha 47 eingesetzt. Für die Schnellzüge (特急スーパーおき Super-Oki) verwendet man Fahrzeuge der Reihe Kiha 187.

### Anschlüsse

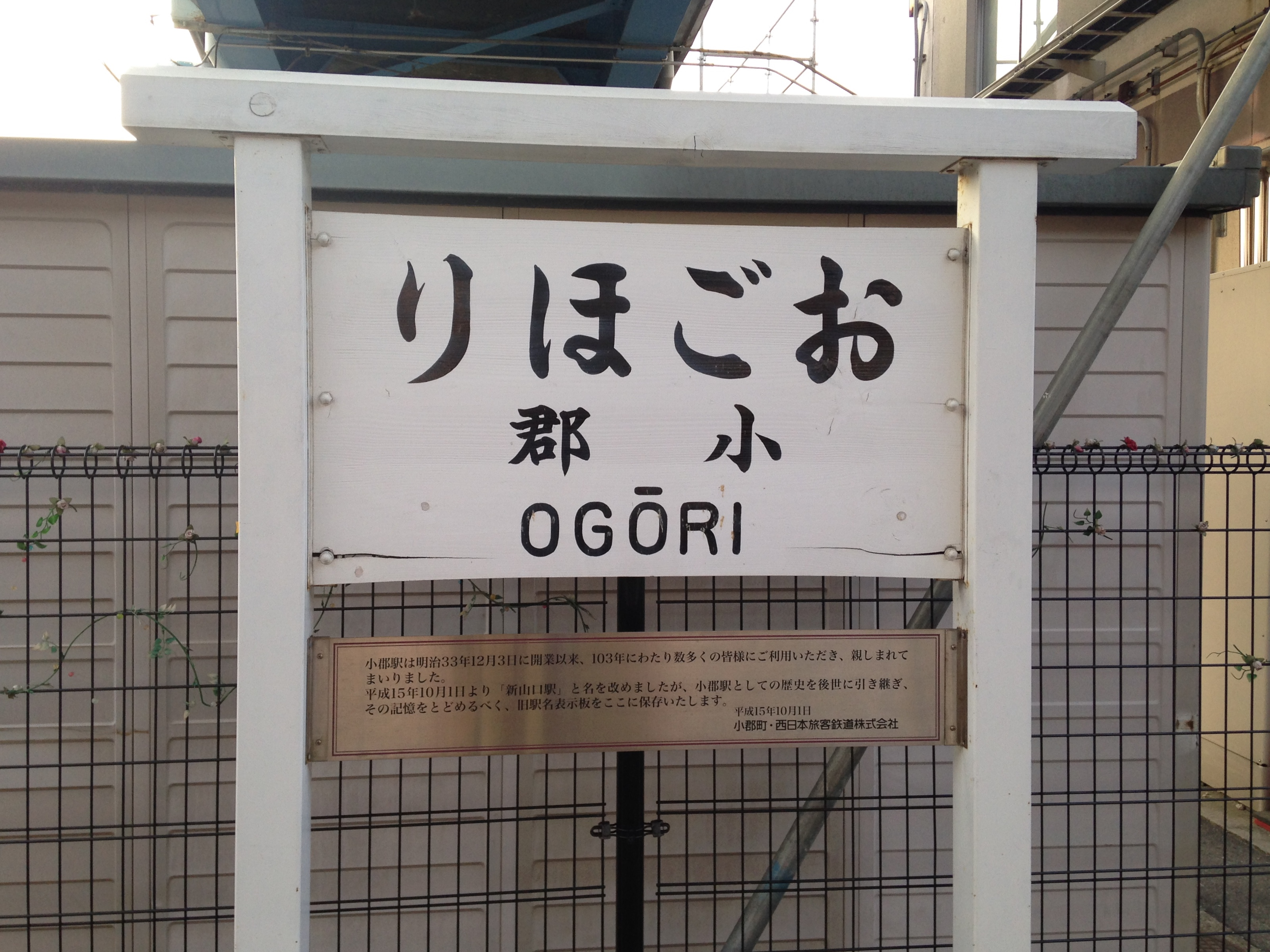
Das alte Bahnhofsschild „Ogōri,“ noch wie früher üblich rechts nach links zu lesen, wurde beim neuen Bushalt aufgestellt.

In Masuda gibt es Anbindung an die San’in-Hauptlinie.
In Shin-Yamaguchi erreicht man die lokale Ube-Linie (宇部線 Ube-sen). Zugleich ist hier ein Halt der San’yō-Hauptlinie nach Kobe und zum Shinkansen bis Shin-Ōsaka bzw. Kagoshima.

## Museumsbahn

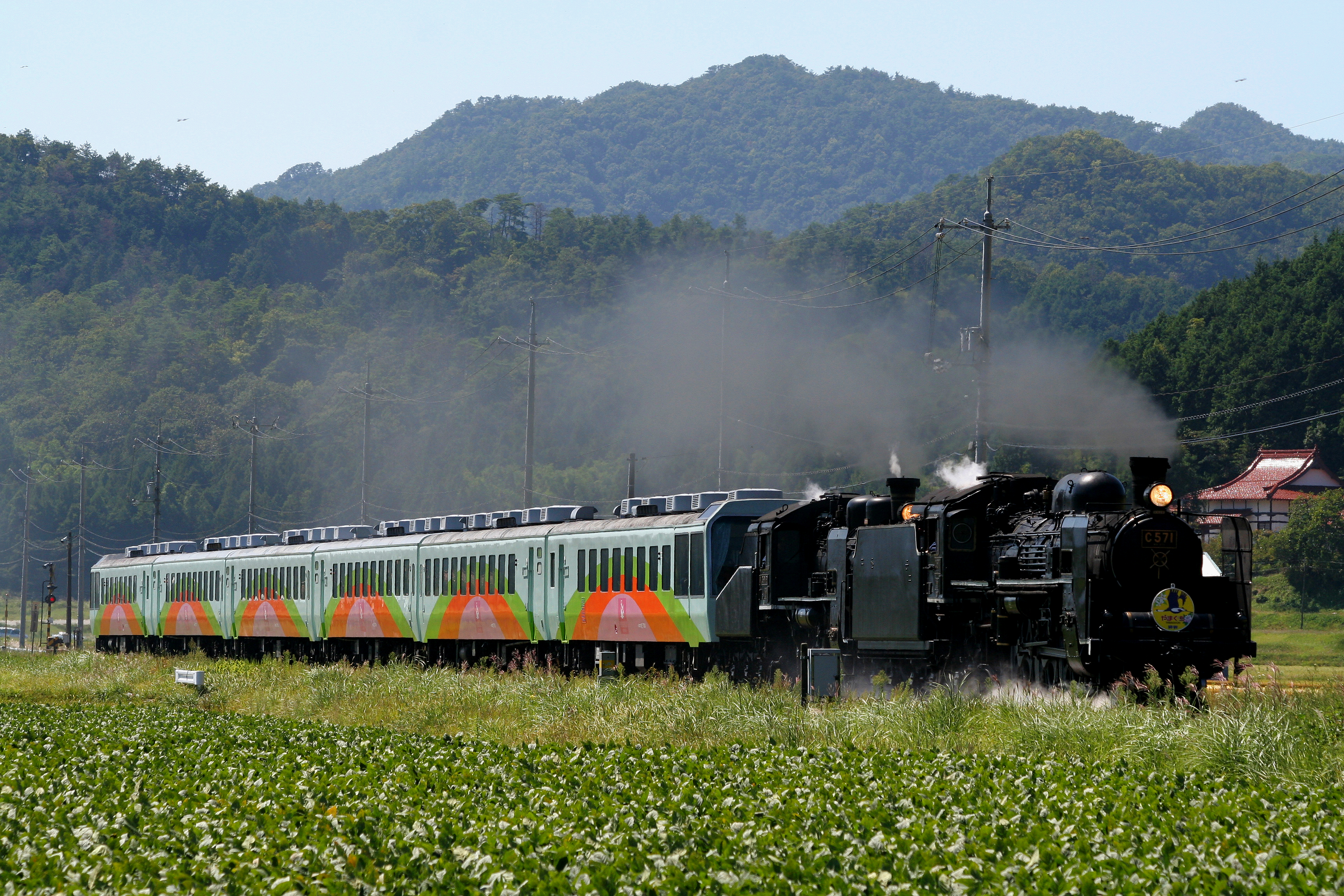
Lok C 571 mit sechs Salonwagen der Reihe C56+C57, Yū-yū (2009).

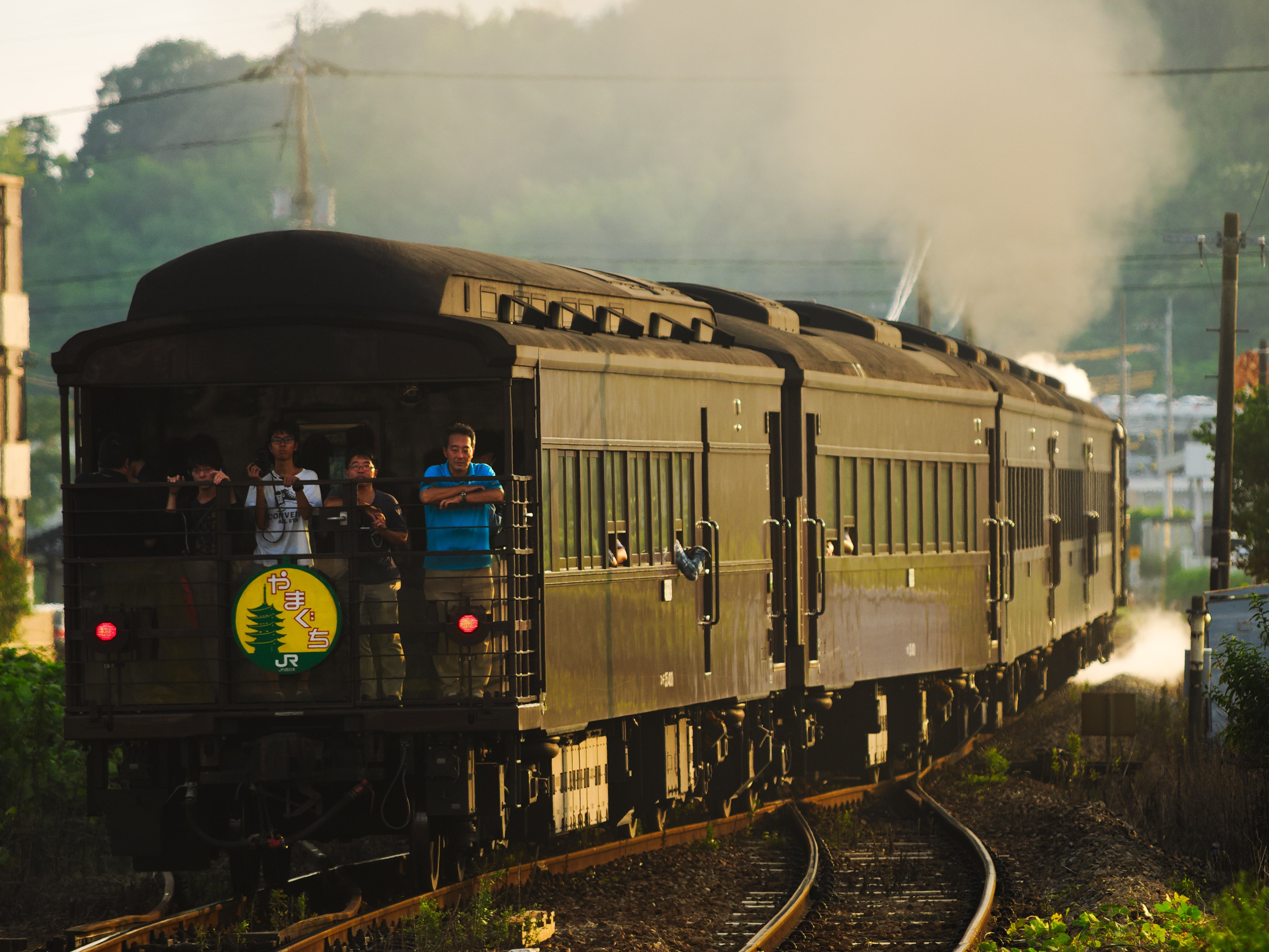
Renovierte Waggons der Reihe JRW 35 im Museumsbetrieb (2017).

Während der Sommersaison, März bis November, wird an Wochenenden die Schlepptender-Dampflok der Serie C 57, Nummer 1 (Achsfolge 2C1) eingesetzt. Ihr Baujahr ist 1937. Sie ist im Besitz des Eisenbahnmuseums Kyōto.
Gelegentlich finden auch Sonderfahrten mit der Dampflok D51-200 (Achsfolge 2-8-2) statt. Bei dem 1979 wieder aufgenommenen Betrieb auf den 62 Kilometern zwischen Shin-Yamaguchi und Tsuwano handelt es sich um die zweite Dampflok-Museumsbahn Japans. Für ausländische Touristen im Besitz eines Japan Rail Pass ist die Fahrt eingeschlossen, allerdings wird eine Reservierungsgebühr fällig.